# Brigadeführer
Brigadeführer foi uma patente militar utilizada pela SS na Alemanha Nacional Socialista entre 1932 e 1945. Também foi utilizada pela SA.